# Гр (паровоз)
Паровоз Гр — вузькоколійний паровоз осьової формули 0–4–0, що поставлявся в СРСР після Другої світової війни з Німеччини. Найпотужніший вузькоколійний паровоз в СРСР.

## Історія створення
В рахунок післявоєнних репарацій СРСР зобов'язав Німеччину виготовити 400 потужних магістральних вузькоколійних паровозів.
Для їх виробництва був обраний машинобудівний завод «Maschinenbau– und Bahnbedarf AG / Orenstein & Koppel» в Бабельсбергу (передмістя Берліна), який 15 липня 1948 року отримав назву локомотивобудівний заводом імені Карла Маркса («VEB Lokomotivbau Karl Marx Babelsberg»).
Прототипом паровоза стала одна з довоєнних моделей що вироблялась на заводі. Серія нових паровозів отримала маркування ГР (рос."германский репарационный").
Перший дослідний паровоз Гр–001 був побудований 30 квітня 1947 року, і після випробувань, восени 1947 року було розпочато серійне виробництво.
Першим серійним паровозом був ГР–002, дослідний локомотив залишився в НДР, а машина під номером 001 була в 1948 році побудована додатково.
До 1951 року в Бабельсбергу було побудовано 352 паровози (ГР-001 –352).
З 1951 по 1953 роки через брак матеріалів і комплектуючих, виробництво локомотивів було тимчасово зупинено.
У 1953 році було випущено 62 паровози, яким присвоювалися індивідуальні номери в місцях експлуатації. У 1956 році були побудовані ще 5 локомотивів ГР-415-420. Загалом в СРСР було поставлено 417 паровозів серії ГР.

## Конструкція і технічні особливості
Паровоз Гр був виконаний по колісній формулі 0–4–0. Його було оснащено двоциліндровою паровою машиною простої дії з діаметром циліндрів 370 мм і ходом поршня 400 мм.
Топка котла з колосниковими решітками була пристосована для опалення дровами. Котел, оснащений 64 жаровими і 9 димогарними трубами, був обладнаний системою пароперегріву Шмідта.
Котел паровоза виконано з комбінованим з'єднанням швів. Циліндрична частина котла з'єднана з кожухом топки і корпусом сухопарника дворядним клепаним швом, а кожух топки з вогневою коробкою (по топковой рамі) та передня решітка з циліндричною частиною котла з'єднані однорядним клепаним швом. Всі інші з'єднання виконані електрозварюванням.
Паровоз обладнаний паровими та ручними гальмами, які діють на першу і четверту осі. Тендер мав ручне гвинтове гальмо, з дією на всі осі.
Загальна випаровувальна поверхня нагріву складала 24,89 м², поверхня пароперегрівача 18,0 м², тиск пару в котлі сягав 12 атмосфер.
Вага паровоза в робочому стані 25,6 т, діаметр коліс 800 мм, міг проходити криві радіусом 40 м.
Невеликий трьохвісний тендер мав контрбудку для захисту локомотивної бригади від негоди і високу дерев'яну огорожу, яка дозволяла вантажити запас дров значно вище стінок паливного бункера. Паровоз був обладнаний електричним парогенератором освітленням та двома пісочницями.

## Застосування
Основне застосування паровозів ГР призначалося для лісорозробок, цим зумовлена пристосованість топки до роботи на дровах. Також їх застосовували на торф'яних видобутках, цукрових заводах та ін. Паровози були потужні і надійні машини.
До 1970–х років ресурс локомотивів закінчувався і їх поступово зняли з експлуатації. Деяку кількість паровозів Гр було передано на дитячі залізниці.
Станом на 2016 рік, в деяких країнах в робочому стані знаходяться близько 10 локомотивів. Зокрема в Україні: Гр–280 на Гайворонській станції УЖД, Гр–336 на Київській дитячій залізниці.
У вигляді паровоза-пам'ятника збереглись паровози Гр–286 (напівдіючий) на Колочавській вузькоколійній залізниці (село Колочава Закарпатської області), Гр–334 в Миколаєві, в дитячому містечку «Казка».

## Див. також

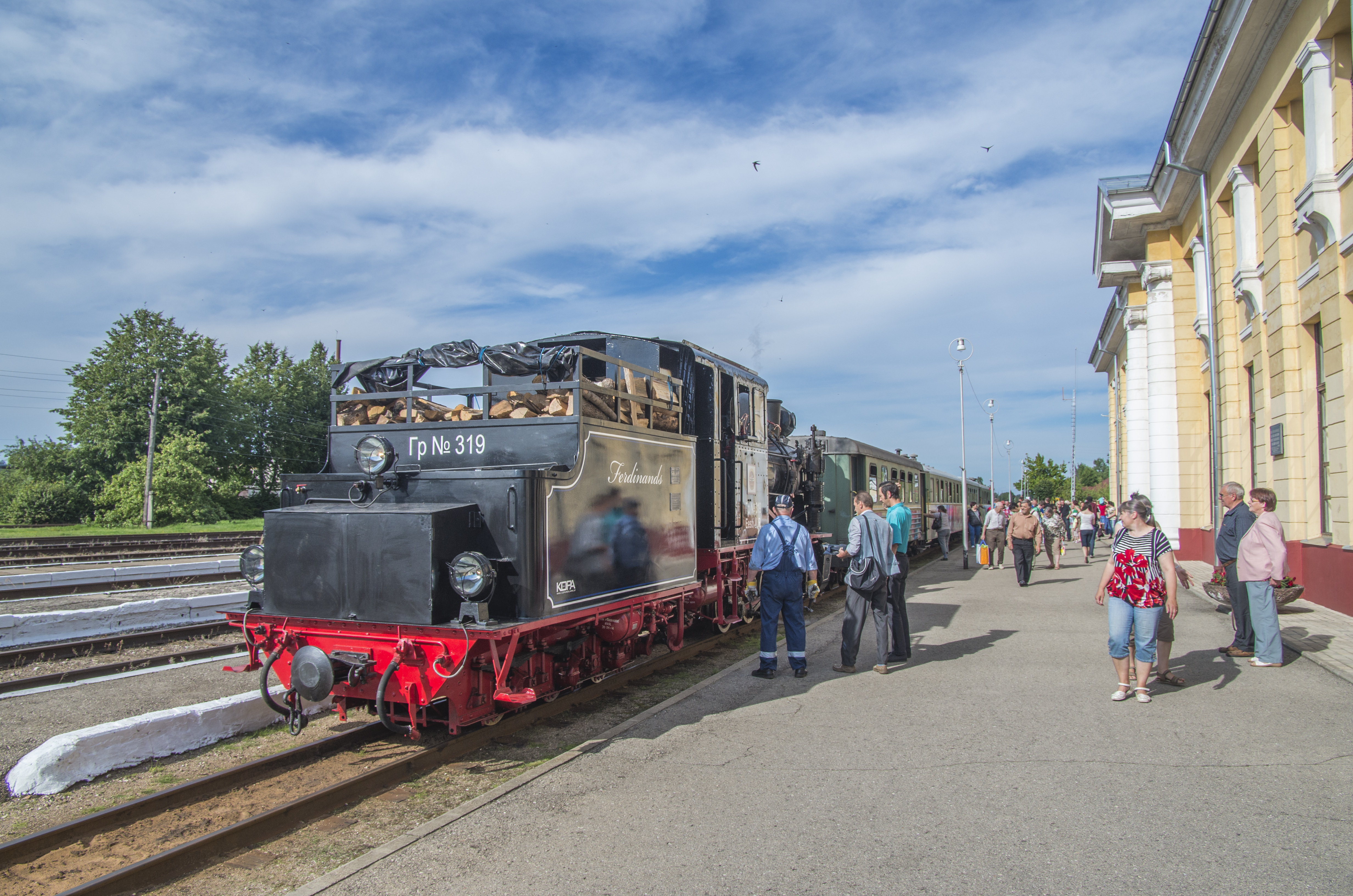
Гр–319 на залізничній станції Гулбене (Латвія)
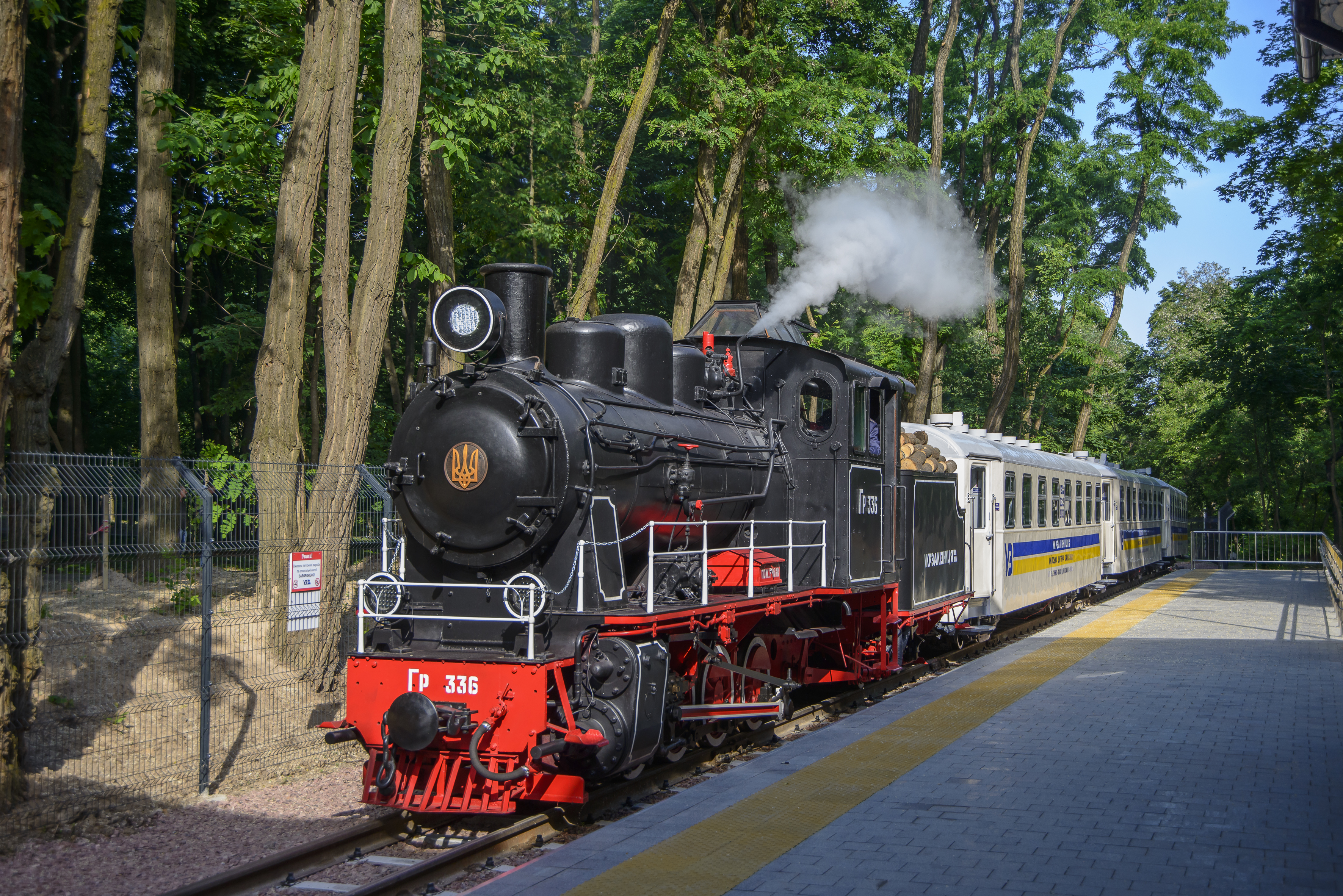
Паровоз ГР-336 на Київській дитячій залізниці
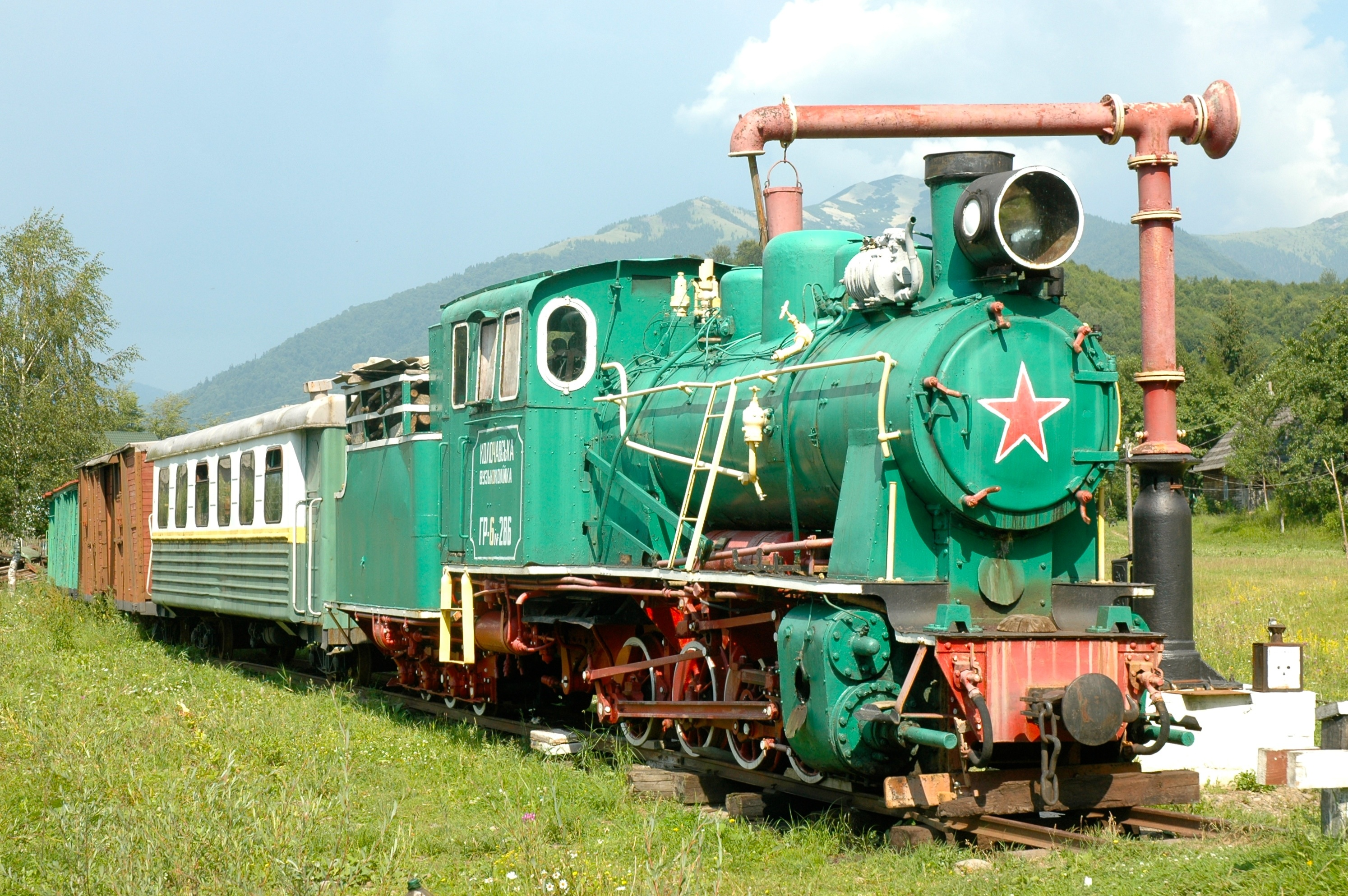
Паровоз-пам'ятник ГР-286 на Колочавській вузькоколійній залізниці
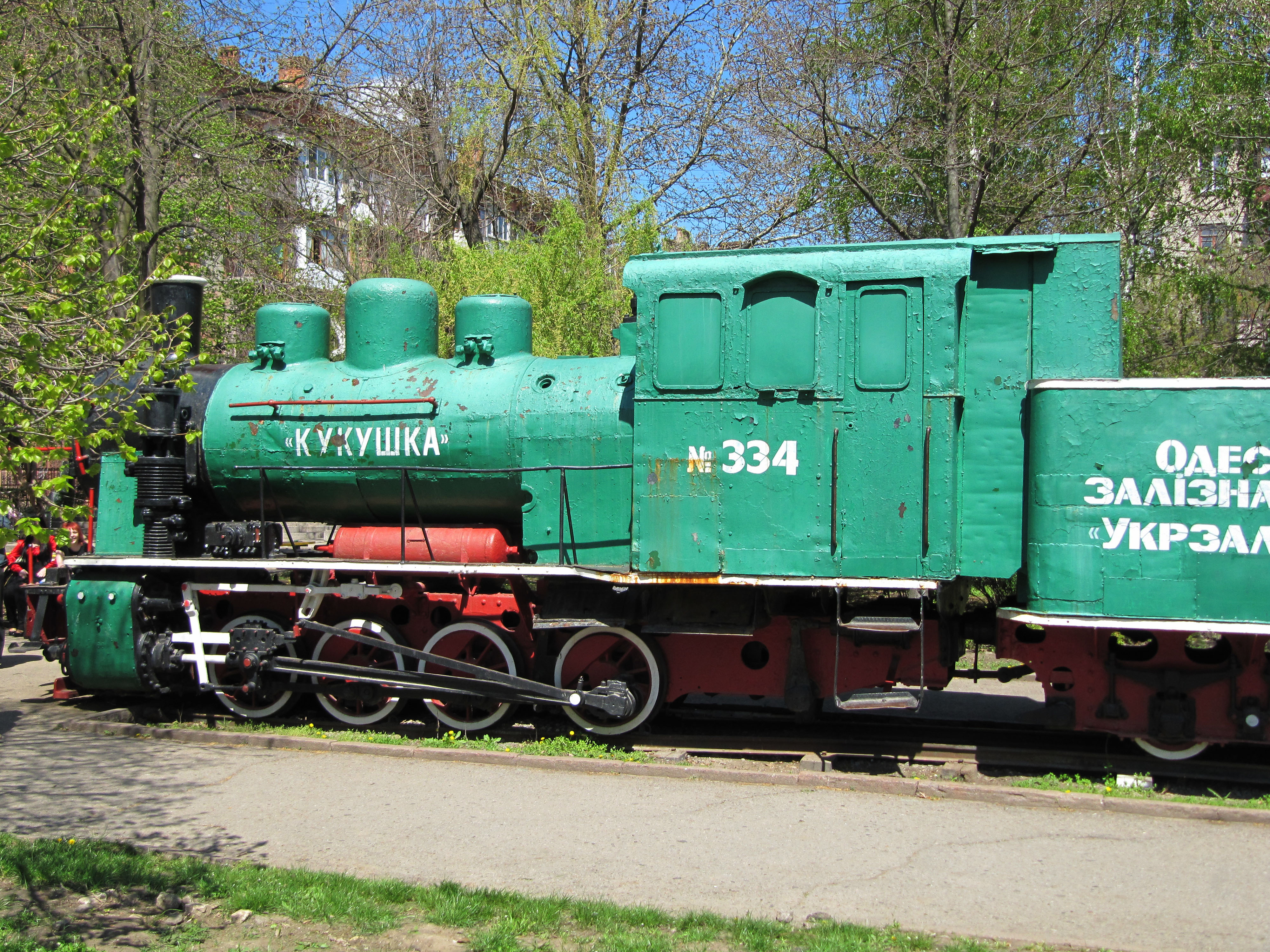
Гр–334 в дитячому містечку «Казка» (Миколаїв)